# 埃莱娜·科尔坦
埃莱娜·科尔坦（法語：Hélène Cortin，1972年2月7日—），法国女子赛艇运动员。她曾代表法国参加1992年和1996年夏季奥林匹克运动会赛艇比赛，其中1996年奥运会获得一枚铜牌。